# St. Stephen (Karolina Południowa)
St. Stephen – miasto w Stanach Zjednoczonych, w stanie Karolina Południowa, w hrabstwie Berkeley.